# Красниченко, Леонид Васильевич

Звезда на Алее звёзд в Ростове-на-Дону

Памятник на могиле Леонида Васильевича Красниченко на Братском кладбище Ростова-на-Дону.

Леонид Васильевич Красниченко (1908—2002) — советский учёный, доктор технических наук, профессор.
Автор более 300 научных и научно-методических работ, трёх монографий, а также учебников для вузов.

## Биография
Родился 29 апреля 1908 года в Воронеже в семье служащего.
В четырнадцать лет начал трудиться — работал разнорабочим на предприятиях Ростова-на-Дону. После окончания курсов электромонтеров — стал электрослесарем в граверно-штемпельных мастерских Ростовского полиграфтреста. Одновременно учился в вечерней школе, которую окончил в 1929 году.
Став в 1928 году членом ВКП(б)/КПСС, занимался партийной деятельностью. В 1930 году решением краевого комитета ВКП(б) был направлен на учёбу в Ростовский механический институт инженеров путей сообщения, который окончил в 1934 году. Будучи студентом, Красниченко занимался педагогической деятельностью. В Великую Отечественную войну, когда шли бои за город Ростов-на-Дону, он стал бойцом отряда самообороны города. После освобождения Ростова, в декабре (по другим данным в феврале) 1943 года, был назначен ректором Ростовского института сельхозмашиностроения. Руководил институтом с 1943 по 1973 годы.
В 1971 году, после успешной защиты докторской диссертации, Л. В. Красниченко была присвоена ученая степень доктора технических наук.
Умер 6 октября 2002 года, в Ростове-на-Дону. Похоронен на Братском кладбище Ростова-на-Дону.

## Награды и звания
- Заслуженный деятель науки Российской Федерации, Почетный работник высшего образования России, Почетный доктор Дрезденского технического университета, Почетный профессор Донского государственного технического университета.
- Награждён орденами Ленина, Красной Звезды и «Знак Почета», а также многими медалями.

## Память
- 23 мая 2015 года в Ростове-на-Дону на «Аллее звёзд» учёному была заложена именная «Звезда».[2][3]
- Имя Красниченко носит Студенческий парк ДГТУ.[4]

Памятная доска Красниченко на главном корпусе ДГТУ.

- Памятная доска Красниченко на главном корпусе ДГТУ.На главном корпусе ДГТУ установлена мемориальная доска.